# بازجوانی رودخانه

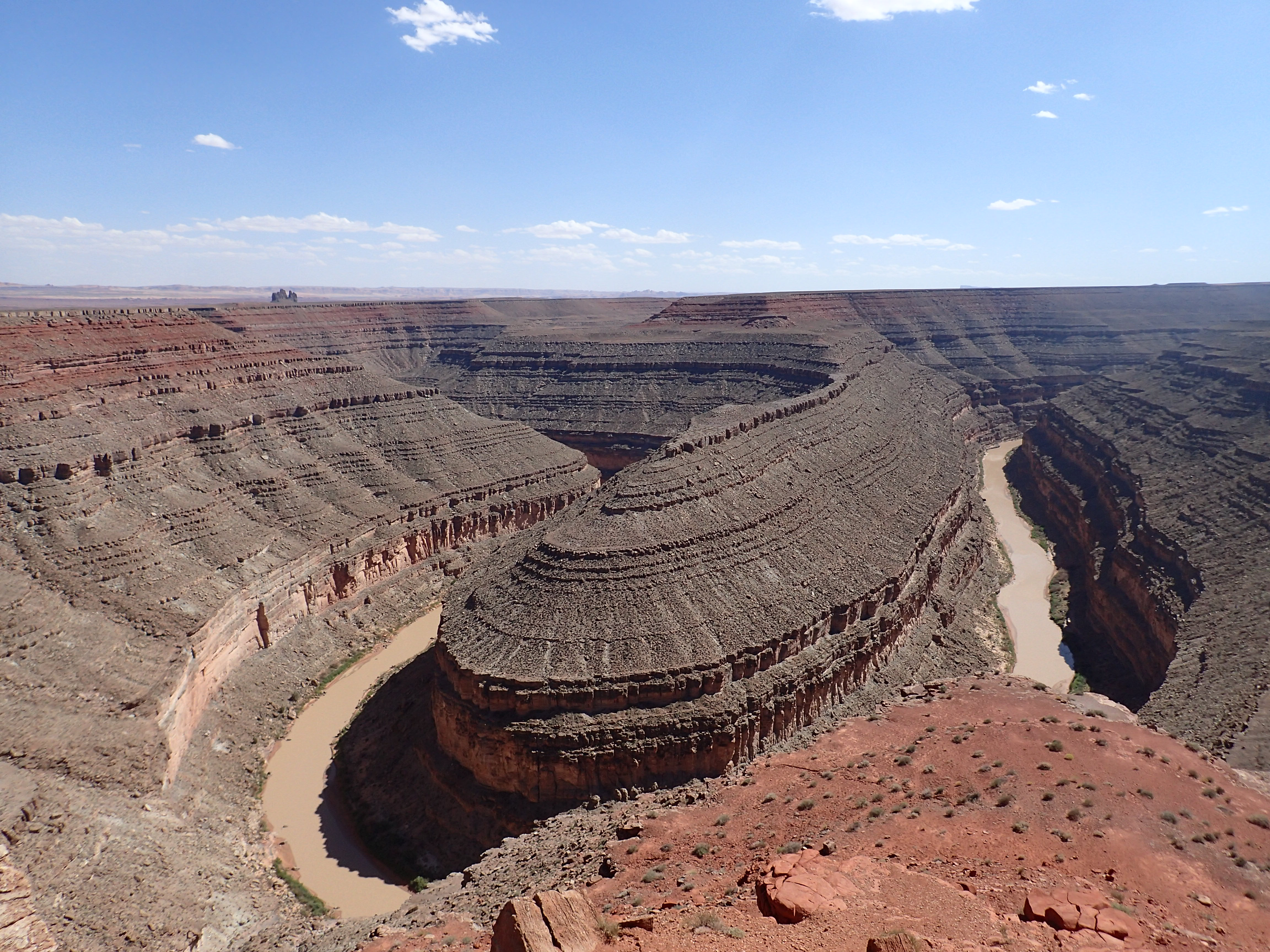
چشم‌انداز پادگانه‌ای در پارک ایالتی گوزنکس که نشان‌دهنده پایین‌رفتن سطح اساس رودخانه در گذر زمان است.

بازجوانی رودخانه در علم ژئومورفولوژی به فرایندی گفته می‌شود که طی آن، رودخانه در پاسخ به پایین رفتن سطح اساس خود شروع به حفر و فرسایش بستر خود می‌کند. این فرایند اغلب در نتیجه پایین‌رفتن ناگهانی سطح دریا یا بالا آمدن خشکی است. این اختلال باعث افزایش تغییر انرژی پتانسیل گرانشی رودخانه در واحد فاصله شده و نرخ فرسایش بستر رودخانه را افزایش می‌دهد. فرسایش در نتیجه تطبیق رودخانه با سطح اساس جدید خود رخ می‌دهد.

## نشانه‌ها
مناطق بازجوان‌شده معمولاً دارای چشم‌انداز پیچیده‌ای هستند زیرا باقی‌مانده چشم‌اندازهای قبلی به صورت محلی حفظ شده‌اند. ممکن است بخش‌هایی از دشت‌های سیلابی به صورت پادگانه‌هایی بریده‌شده در امتداد کانال رودخانه باقی بماند. آبراهه‌های پیچان‌رودی اغلب به شکل رود فرسوده در می‌آیند، در نتیجه آثار سیستم رودخانه‌ای قدیمی در دره‌های پر شیب V شکل به همراه سیستم‌های رودخانه‌ای جدیدتر یافت می‌شود.

## نمونه‌ها
رود نیل نمونه‌ای از یک رود بازجوان‌شده است که در زمان خشک‌شدن دریای مدیترانه در اواخر دوره میوسن بازجوان شده است. در آن زمان سطح اساس این رود از سطح دریا تا حدود ۲ مایل نسبت به سطح آب‌های آزاد پایین رفت. در نتیجه پایین‌رفتن سطح اساس رود نیل، این رودخانه بستر خود را در اطراف اسوان تا چند صد متر پایین‌تر از سطح دریا و حدود ۲۴۳۰ متر (۸۰۰۰ فوت) پایین‌تر از سطح دریا در قاهره حفر کرد. پس از پرآب‌شدن دوباره دریای مدیترانه، تنگه‌ها و بسترهای بریده‌شده توسط رود نیل به‌تدریج با لای پر شد.

## عوامل
بازجوانی رودخانه ممکن است در نتیجه عوامل طبیعی پویا، تغییرات سطح آب‌های آزاد یا ایزوستازی روی دهد. همه این عوامل باعث می‌شوند تا رودخانه با افزایش انرژی پتانسیل گرانشی با سرعت بیشتری بستر خود را به‌طور عمودی حفر کند. این وضعیت باعث ایجاد عوارضی مانند پیچان‌رود بریده، پادگانه‌های رودخانه‌ای به‌وجود آمده از دشت‌های سیلابی قدیمی و نقاطی می‌شود که رود به‌صورت ناگهانی با سرعت بیشتری جریان می‌یابد.

### بازجوانی دینامیک
یک منطقه در هر سطحی دچار بالاآمدگی زمین‌ساختی شود. فرایند بالاآمدگی باعث پایین‌رفتن سطح اساس رودخانه شده و در نتیجه جریان آب به سمت پایین‌دست شروع به حفر بستر خود می‌کند.
بازجوانی پویا (دینامیک) ممکن است بر اثر بالاآمدگی خشکی‌زایی یک توده بزرگ روی دهد. پیچ‌خوردگی یا گسل‌خوردگی یک حوضه زهکشی باعث افزایش شیب رودخانه در نتیجه حفر بستر آن می‌شود.

### بازجوانی ائوستازیک
بازجوانی ناشی از تغییرات سطح آب‌های آزاد (ائوستازیک) زمانی روی می‌دهد که سطح آب‌های دریا در کره زمین پایین می‌رود. دو نوع بازجوانی ناشی از این تغییرات شناسایی شده است: تغییرات جهانی سطح دریا که در آن سطح آب‌های آزاد بر اثر تغییر ظرفیت حوضه‌های اقیانوسی پیشروی یا پسروی می‌کند و نوع دوم تغییرات سطح آب‌های آزاد بر اثر انباشتگی یا ذوب پی‌درپی یخسارهای قطبی که باعث پیشروی یا پسروی سطح آب‌های آزاد می‌شود.
این نوع بازجوانی باعث تغییر محل دهانه رود می‌شود. تنظیم مجدد شیب آبراهه نسبت به سطح اساس جدید به سمت بالادست جریان ادامه می‌یابد و ممکن است در محل تقاطع سطح اساس قدیمی و جدید باعث ایجاد بریدگی در نیمرخ رودخانه شود.

### بازجوانی استاتیک

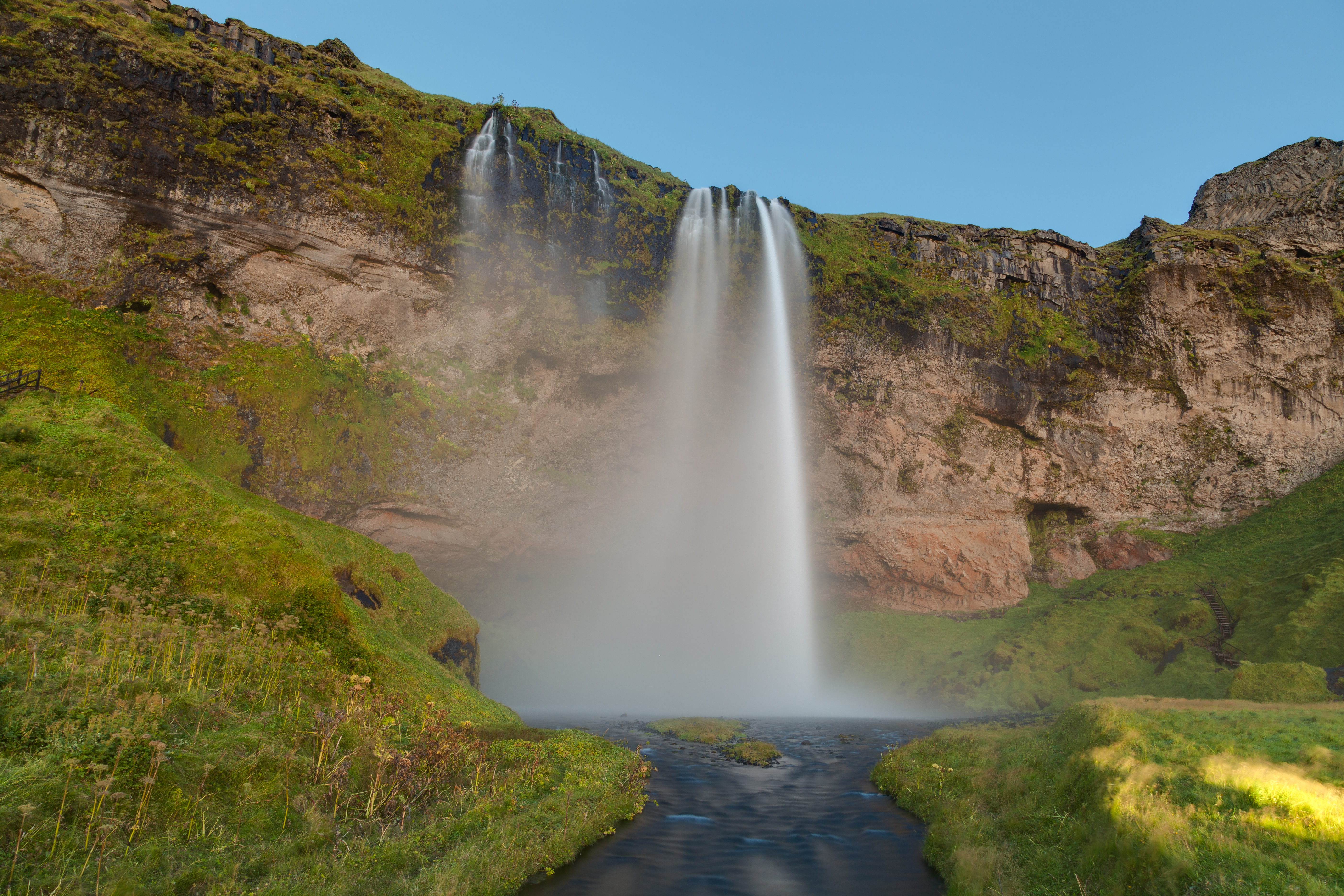
آبشار سلیالاندفوس

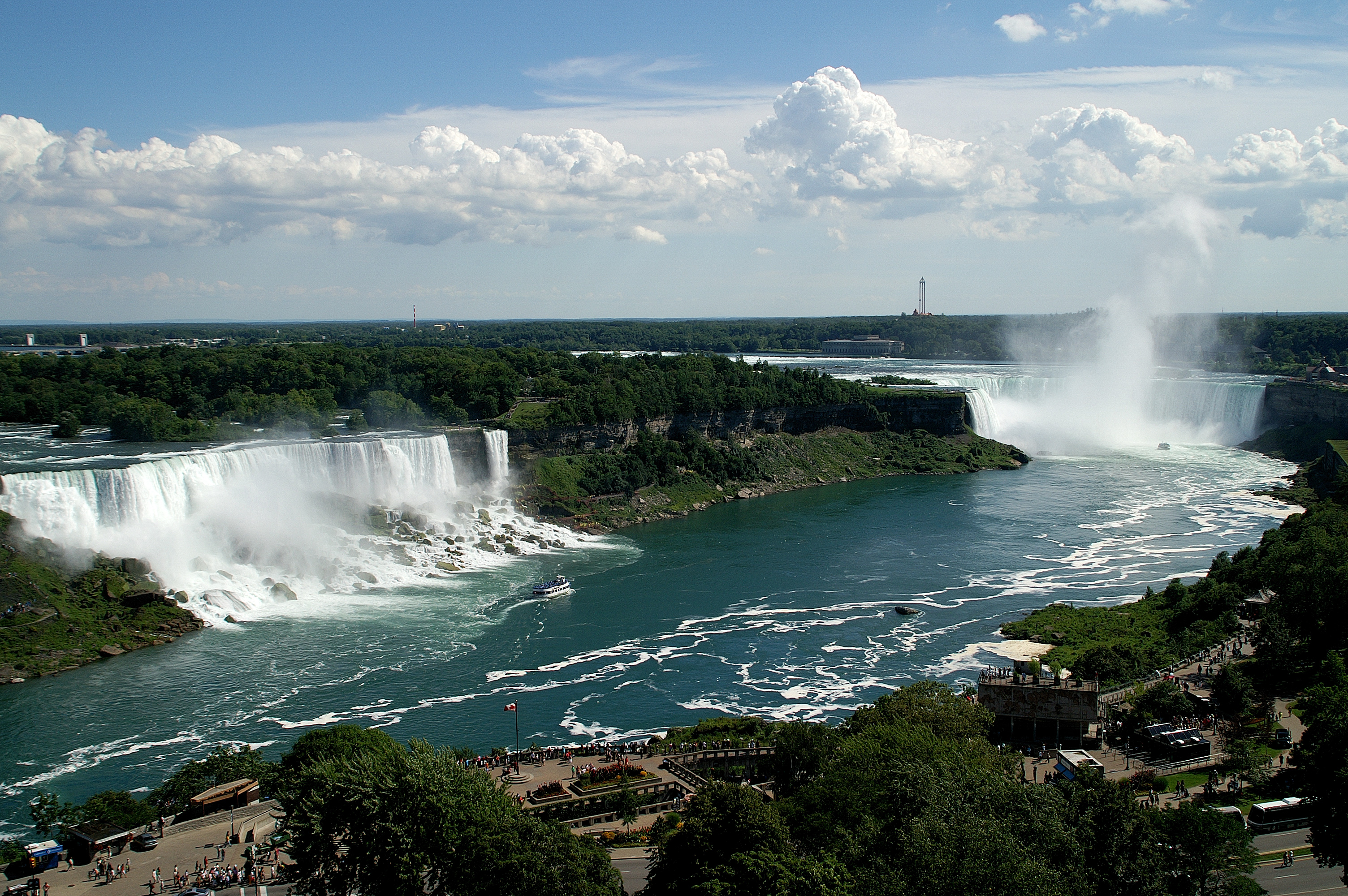
آبشارهای نیاگارا

بازجوانی استاتیک رودخانه ممکن است بر اثر سه عامل روی دهد:
- کاهش بار رسوبی
- افزایش رواناب بر اثر افزایش بارندگی
- افزایش حجم جریان بر اثر پیوستن آبراهه‌های جدید

بازجوانی ناشی از کاهش بار رسوبی رودخانه طی دوره‌های فرایخچالی در دره‌هایی روی داده است که دارای مقادیر زیادی رسوبات یخچالی بوده‌اند. بر اثر ذوب یخچال طبیعی بار رسوبی جریان کاهش یافته و به دنبال آن عمیق‌شدگی دره رخ داده است.
بازجوانی رودخانه ممکن است ناشی از وجود رودشکن در نیمرخ طولی رودخانه باشد که اغلب به شکل تندآب یا آبشار ظاهر می‌شود. آبشار سلیالاندفوس در جنوب ایسلند نمونه‌ای از این نوع بازجوانی است که بالاآمدگی ایزوستازی در نتیجه عوامل ساختمانی و ذوب یخچال روی داده است.
در برخی موارد نادر بازجوانی رودخانه ممکن است زمانی رخ دهد که رودشکن پایین‌دست رودخانه به سمت یک دریاچه در جهت بالادست خود شروع به حفر و فرسایش کند و سطح اساس جدیدی برای شاخه‌های فرعی خود ایجاد کند. زمانی که رودشکن به دریاچه می‌رسد، دریاچه تخلیه شده و سطح اساس جریان‌های بالادست دریاچه به سرعت از سطح دریاچه (سطح پیشین) به سطح جریان پایین‌دست رودشکن پایین می‌افتد. یک نمونه کاملاً چشمگیر برای این حالت آبشار نیاگارا است که در حال بریدن بستر خود به سمت دریاچه ایری است و در آینده با رسیدن به این دریاچه باعث تخلیه دریاچه و پایین‌رفتن سطح اساس رودخانه‌های آن خواهد شد.

## ژرف‌دره‌ها و تنگ‌ها
ژرف‌دره‌ها و تنگ‌ها در مرحله اولیه توسعه دره قرار دارند و از جالب‌ترین اشکال دره محسوب می‌شوند. این پدیده‌ها ناشی از فرورفتگی پرشتاب به‌دلیل فعالیت‌های اخیر زمین‌ساختی مانند بالاآمدن عمودی است. بالاآمدگی زمین‌ساختی باعث ایجاد فلات‌های بلند شده و قدرت فرسایشی پایین‌رونده رودهای موجود را تداوم می‌بخشد.